# Anhanguera (São Paulo)
Anhanguera est un district situé au nord-ouest de la municipalité de São Paulo et est administré par la sous-préfecture de Perus / Anhanguera.

## Formation
Les origines du quartier d'Anhanguera remontent aux anciennes plantations de canne à sucre, notamment dans le quartier de Morro Doce, qui servait à la production de cachaça dans des alambics.
Depuis l'ouverture de l'autoroute Anhanguera, dans les années 1940, sa zone prend un nouvel élan, avec l'incorporation d'établissements à caractère industriel sur ses rives. L'autoroute a également servi à stimuler la croissance démographique du district, avec la formation de quartiers voisins tels que Jardim Jaraguá, Jardim Britânia et Jardim Anhanguera.

## Origine du nom
De anhanga + -ûer(a), signifiant diable vieux,.

## Caractéristiques
Anhanguera est un district avec peu de bâtiments. Bien que dans la préfecture il soit l'un des 96 districts de São Paulo, Anhanguera est un sous-district de Perus, tant sur le plan administratif qu'économique. Avec 33,3 km² de surface, majoritairement occupée par des espaces verts, elle se situe pratiquement en dehors de la grande zone urbaine de la Région métropolitaine de São Paulo. Le recensement de 2000 a enregistré un total de 33 973 habitants, dont 18 497 dans des zones encore considérées comme rurales.
Le sous-district compte également plusieurs industries, la plupart situées sur les rives de l'autoroute Anhanguera, principal lien avec le reste de la ville. À partir de 2002, il a également été traversé par le Rodoanel Mário Covas, dont la jonction avec Anhanguera est située dans les limites du district, près du quartier de Morro Doce (km 23 de Via Anhanguera).
Au sein du quartier, les quartiers de Morro Doce et Jardim Britânia se distinguent. Ce dernier abrite un terminus SPTrans, du même nom.
Il est très proche du parc Anhanguera, l'un des plus grands de la ville. À l'intérieur du parc, il reste encore des vestiges de l'éteinte Ferrovia Perus-Pirapora, qui reliait l'usine de chaux Brasilian Portland Cement à Cajamar au São Paulo Railway.

## Limites
- Nord : Limite de São Paulo - Municipalité de Caieiras (Rivière Juqueri).
- Est : Ruisseau São Miguel, Morro do Jaraguá.
- Sud : Limites municipales de São Paulo - Osasco et São Paulo - Barueri.
- Ouest : Limites municipales de São Paulo - Santana de Parnaíba et São Paulo - Cajamar (Ruisseau Itaim).

## Districts et municipalités limitrophes
- Municipalité de Caieiras (nord)
- Perus et Jaraguá (est)
- Municipalités d'Osasco et Barueri (au minimum) (sud)
- Municipalités de Santana de Parnaíba et Cajamar (ouest)

## Quartiers
Anhanguera compte 23 quartiers.
- Chácara Maria Trindade
- Filhos da Terra
- Itaberaba I
- Itaberaba II
- Jardim Anhanguera
- Jardim Boa Vista
- Jardim Britânia
- Jardim Canaã
- Jardim Clei
- Jardim Escócia
- Jardim Jaraguá
- Jardim Monte Belo
- Jardim Palmares
- Jardim Primavera
- Jardim Rosinha
- Jardim Santa Fé
- Morada do Sol
- Morada do Sol (à côté de Sol Nascente)
- Parque Morro Doce
- Parque Anhanguera
- Parque Esperança
- Residencial Sol Nascente
- Vila Sulina